# 洛倫茨·科勒

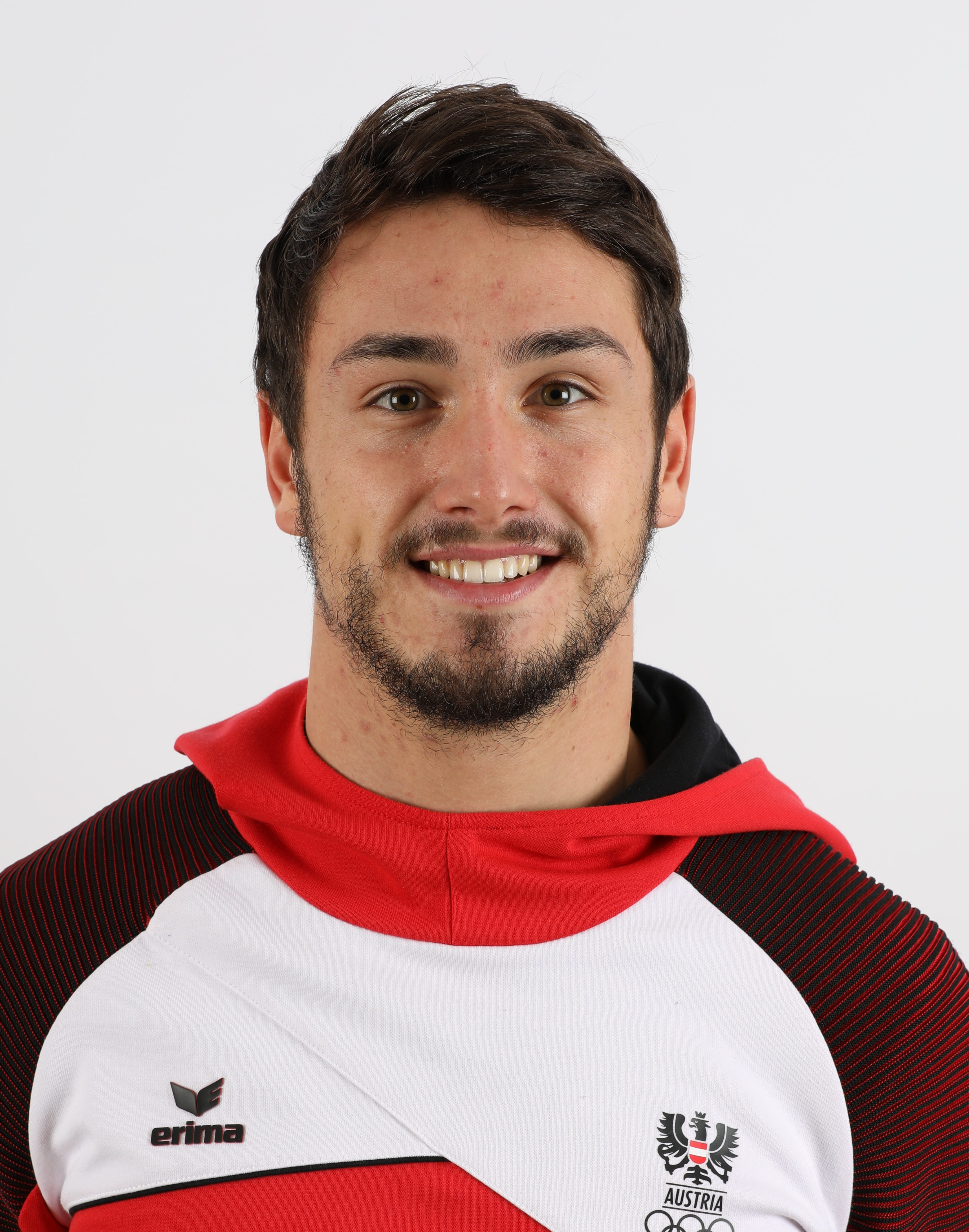
洛伦茨·科勒，2018年

洛倫茨·科勒（德語：Lorenz Koller，1994年9月26日—），奧地利雪橇運動員，他代表奧地利隊參加了中國舉行的2022年冬季奧林匹克運動會，並且在雙人雪橇比賽上獲得銅牌。